# Elisabeth Neurdenburg
Elisabeth Neurdenburg (* 6. August 1882 in Breda; † 30. April 1957 in Bilthoven) war eine niederländische Kunsthistorikerin und Publizistin.

## Leben
Elisabeth Neurdenburg wurde am 6. August 1882 in Breda geboren. Ihr Vater war Johannes Jacobus Neurdenburg und ihre Mutter Johanna Maria van den Thoorn. Sie studierte an der Universität Utrecht ab 1902 niederländische Sprache und Literatur. Zudem besuchte sie Kurse am Institut für Kunstgeschichte bei Johanna de Jongh (1877–1946). Sie promovierte in niederländischer Sprache und Literatur mit einer Dissertation über eine Inkunabel, ein Theaterstück mit dem Titel Van Nyeuvont, Loosheit ende Practicke; hoe sij vrou Lortse verheffen. Sie wurde 1912 die Assistentin von Cornelis Hofstede de Groot und arbeitete an Beiträgen für sein Hauptwerk das Beschreibende und kritische Verzeichnis der Werke der hervorragendsten holländischen Maler des 17. Jahrhunderts. Bis 1918 war sie zudem Assistentin von Adriaan Pit (1860–1944), dem Direktor des Nederlandsch Museum voor Geschiedenis en Kunst, der Abteilung für Bildhauerei und dekorative Kunst des Amsterdamer Rijksmuseums. Zu ihren Aufgaben gehörte die Untersuchung der Sammlungen, darunter auch Töpferwaren, was zu einer Reihe von Veröffentlichungen führte, von denen die bekannteste der Museumskatalog alter Töpferwaren von 1917 war.
Die Förderung der kunsthistorischen Ausbildung von Oberstufenschülern war ihr ebenfalls sehr wichtig. 
In den Jahren 1916–1917 und 1917–1918 unterrichtete sie Kunstgeschichte an einem Mädchengymnasium in Amsterdam. 1917 wurde sie Privatdozentin an der Universität Amsterdam. Ihre Antrittsvorlesung hatte die Ausbildung in Kunstgeschichte zum Thema. Ein Jahr später wurde sie Lektorin für Kunstgeschichte an der Universität Groningen. Neben ihrer Lehrtätigkeit gründete sie das Institut für Kunstgeschichte.
Regelmäßig veröffentlichte sich Artikel im Bulletin van de Nederlandse Oudheidkundige Bond, bei dem sie von 1918 bis 1952 Mitglied der Redaktion war. Ihre Artikel handelten hauptsächlich über Töpferei, Bildhauerei und Architektur. Sie veröffentlichte 1923 ein Buch über alte Keramik und Fliesen. Über ihre Forschungen über die Maler Frans und Willem van Mieris veröffentlichte sie 1928 einen Band. 1926 schrieb sie als Mitglied der International Federation of University Women (IFUW) über das Potenzial des Fachgebiets Kunstgeschichte für niederländische Akademikerinnen.
Es folgte 1930 eine Monographie über den Bildhauer und Architekten Hendrick de Keyser (1565–1621). Ein zweites Buch über alte Töpferwaren und Fliesen erschien 1943. Ein Buch über Skulpturen des 17. Jahrhunderts in den Niederlanden erschien im Jahr 1948. Im selben Jahr erhielt sie einen Extraordinarius Professur für Kunstgeschichte in Groningen und war damit die erste Professorin für Kunstgeschichte in den Niederlanden.
Elisabeth Neurdenburg starb am 30. April 1957 in Bilthoven.